# Sibbàldia
Sibbàldia (Sibbaldia) és un gènere de plantes de la família Rosàcia. Compta amb 8 espècies, 7 d'elles de les altes muntanyes asiàtiques i l'altra boreo-alpina. Als Països Catalans només es presenta com autòctona l'espècie Sibbaldia procumbens que creix als Pirineus.